# Ceanothus jepsonii
Ceanothus jepsonii är en brakvedsväxtart som beskrevs av Edward Lee Greene. Ceanothus jepsonii ingår i släktet Ceanothus och familjen brakvedsväxter. Utöver nominatformen finns också underarten C. j. albiflorus.

## Bildgalleri

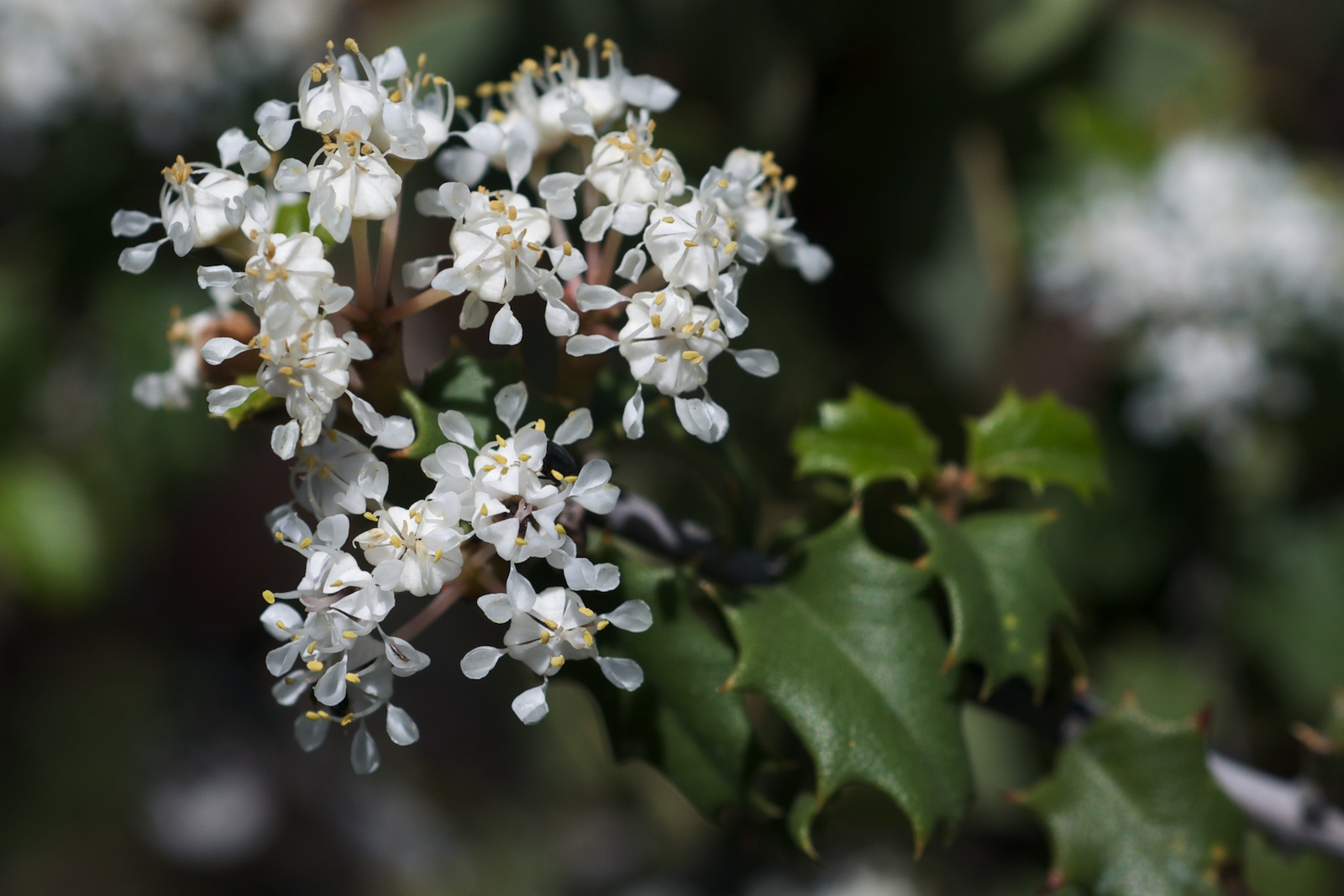